# Pay-as-Bid
Pay-as-Bid ist ein Platzierungsverfahren bei einer einseitigen Auktion. Bei diesem Gebotspreisverfahren wird jedem Anbieter der Preis gezahlt, mit dem er sein Gebot abgegeben hat. Es werden hierbei beginnend mit dem aus Sicht des Auktionators besten Gebot solange Gebote mit je einer weiteren Menge bezuschlagt, bis eine vorbestimmte Gesamtmenge erreicht ist.
Einseitige Auktionen bei der eine vorbestimmte Menge an Commodities, Wertpapieren oder anderen homogenen Gütern meistbietend veräußert werden soll, finden in großem Umfang an den Finanzmärkten statt. Güter in Höhe von mehreren Billionen Dollar werden jährlich in solcher Weise platziert.
Diese Auktionen erfolgen teils im Einheitspreisverfahren, d. h. bei einer Verkaufsauktion bestimmt das niedrigste noch bezuschlagte Gebot den Preis für alle, als auch im Pay-as-Bid-Verfahren. Beide Verfahren können auch genutzt werden, um eine vorbestimmte Menge homogener Güter bestmöglich zu beschaffen. Es gibt keine abschließende Antwort auf die Frage, welches der beiden Verfahren für den Auktionator optimal ist, d. h. mit welchem Verfahren ein höherer Preis (bzw. niedrigerer) Preis erzielt werden kann.
Auch auf den Energiemärkten findet man Pay-as-Bid-Auktionen. So wird der Regelenergiebedarf des Übertragungsnetzbetreibers in einer monatlichen Pay-as-Bid-Auktion beschafft. Dasselbe gilt für die Ausschreibung für den Zubau von Erneuerbaren Energien und Kraft-Wärme-Kopplung durch die Bundesnetzagentur (siehe Direktvermarktung Erneuerbarer Energien).
Pay-as-Bid-Verfahren lassen sich nicht für zweiseitige Auktionen mit gegeneinander abzugleichenden Kauf- und Verkaufsaufträgen umsetzen, bei denen der eine bestmöglich kaufen und der andere bestmöglich verkaufen will. Offensichtlich ist es nicht möglich Kauf- und Verkaufsaufträge in einer Auktion zusammenzubringen, dabei jedem Verkäufer zu Gunsten der Käufer nur den gebotenen Preis zu zahlen und gleichzeitig zu Gunsten der Verkäufer von jedem Käufer den gebotenen Preis zu verlangen. 
In Näherung möglich ist dies im sogenannten Laufenden Handel. Dabei werden derzeit nicht ausführbare Kauf- und Verkaufsorders in einem Orderbuch gesammelt. Jede neu eingehende Kauforder wird wenn möglich sofort zum Preis der besten vorliegenden Verkaufsorder ausgeführt, entsprechend bei einer neu eingehenden Verkaufsorder. Es entsteht mit jedem erfolgreichen Abgleich einer Kauf- und Verkaufsorder und der daraus hervorgehenden Transaktion ein neuer aktueller Marktpreis, der somit zu jedem Tageszeitpunkt unterschiedlich ist. Die Termin- und Intradaymärkte im Stromhandel sind als Laufender Handel organisiert und alle wichtigen Werte auf den Finanzmärkten sind so handelbar.